# Siegfried Tschierschky (Jurist)
Siegfried Tschierschky (* 6. Dezember 1872 in Berlin; † 17. Mai 1937) war ein deutscher Jurist, Wirtschaftswissenschaftler, Kartellsachverständiger, Verbandsfunktionär und Publizist.

## Beruflicher Werdegang
Siegfried Tschierschky studierte Ende des 19. Jh. Rechtswissenschaften und promovierte.

### Kartellberater und Kartellsyndikus
Tschierschky arbeitete seit Anfang des 20. Jh. als Wirtschaftsjurist im preußischen Rheinland. Er baute sich in Düsseldorf eine zunehmend gutgehende Kanzlei auf, indem er sich auf die Anliegen von Unternehmen spezialisierte, die in Kartellen zusammenarbeiten wollten oder in solchen bereits organisiert waren. 1902 übte er nachweislich das Amt eines ‚Sekretärs‘ des ‚Vereins der Deutschen Textilveredlungsindustrie‘, aus, für welchen er auch publizierte. Bis spätestens 1912 war Tschierschky Geschäftsführer von sechs Kartellen bzw. Wirtschaftsvereinigungen. Tschierschky betreute überwiegend Unternehmenszusammenschlüsse der Textilindustrie. Diese „erstreckten sich vom Fachverband über Konditionen-Kartelle bis zum hochausgebildeten Preis-Kartell und sogar zum Arbeitgeber-Verband.“ Das Geschäft lief so gut, dass Tschierschky zu seiner Entlastung 1912 den frisch absolvierten Nationalökonomen Max Metzner einstellte. Dieser blieb – mit einer längeren Unterbrechung durch den Ersten Weltkrieg – bis 1922, als er in die ‚Kartellstelle‘ des Reichsverbands der Deutschen Industrie berufen wurde. Er wohnte zuletzt in Neubabelsberg bei Potsdam.

### Kartellschriftsteller und Herausgeber von Kartellzeitschriften
Tschierschky veröffentlichte zahlreiche Bücher und Aufsätze vor allem zum Kartellwesen. Anfang der 1930er Jahre war er der führende deutsche Kartellautor und hatte darin Robert Liefmann abgelöst. In seiner Eigenschaft als Syndikus gab Tschierschky frühzeitig auch einige kleinere Verbandszeitschriften heraus. Ab 1904 übernahm er die vakante Position des Herausgebers der Monatszeitschrift Kartell-Rundschau, die 1903 in Wien gegründet worden war. Dieses einflussreiche Blatt führte Tschierschky bis Jahresende 1936; kurz später starb er. Danach ging die Redaktion in andere Hände, 1944 wurde die Zeitschrift ganz eingestellt.

### Experte für das Wirtschaftskomitee des Völkerbunds
1929 beauftragte das Wirtschaftskomitee des Völkerbunds Tschierschky als Kartelljuristen zusammen mit einem amerikanischen und französischen Kollegen mit einem Gutachten über die Rechtsaspekte industrieller Vereinigungen, seinerzeit vor allem Kartelle, aber auch multinationale Konzerne. Die Publikation erregte, da sie offen Missbrauchsmöglichkeiten, etwa eine Preissteigerungstendenz, bei Kartellen ansprach, bei der Industrielobby, die im Beratenden Wirtschaftskomitee starken Einfluss hatte, erhebliches Missfallen. Es gelang den Vertretern der Kartellinteressen, führend hier Clemens Lammers und Louis Loucheur, das Wirtschaftskomitee (aus Staatsvertretern) zu bewegen, jene Veröffentlichung nicht als Standpunkt des Völkerbunds, sondern nur als „conceptions personelles“ der Autoren zu deklarieren. Jene Manöver erfolgten vor dem Hintergrund einer Debatte über internationale Kartelle, die im Begriff waren, zur Standard-Organisationsform der Weltwirtschaft erklärt zu werden. Zu viel Missbrauchsgefahr hätte dieses Projekt gefährdet oder in eine ungewünschte Richtung verschärft, nämlich früher oder später eine überstaatliche Kartellkontrolle nach sich gezogen. Für Tschierschky, der sich implizit auf die Basis einer Missbrauchsgesetzgebung, wie sie die deutsche Kartellverordnung von 1923 darstellte, begeben hatte, hatte dieser Konflikt mit den wesentlich auch deutschen Kartellkreisen keine erkennbaren weiteren Folgen.

## Wirkung
Tschierschky war ein führender Vertreter der deutschen Kartellbewegung des 20. Jh. Er hatte diese Organisationsweise und Wirtschaftsform während seiner Tätigkeit als Berater, Justiziar und Publizist immer gefördert. Im Zuge der von den Alliierten angeordneten Dekartellierung stand seine wirtschaftspolitische Ausrichtung nach 1945 auf verlorenem Posten.

## Schriften
- Die zollpolitischen Interessen der Deutschen Textilveredlungsindustrie, Berlin 1902.
- Kartell und Trust, Leipzig 1911.
- Die Lieferungs- und Zahlungsbedingungen im Webwarengeschäft, Berlin 1922.
- Kartellverordnung (Verordnung gegen Mißbrauch wirtschaftlicher Machtstellungen), Mannheim 1925.
- Kartellorganisation, Berlin 1928.
- Kartellpolitik, Berlin 1930.
- Etude sur le regime juridique des ententes industrielles. Préparée pour le Comité économique. Genf 1930 (zusammen mit: Decugis, Henri; Olds, Robert E.).
- Internationale Kartelle in der Europäischen Wirtschaftspolitik, in: Der internationale Kapitalismus und die Krise, Stuttgart 1932, S. 306–314.
- Étude sur le nouveau régime juridique des ententes économiques (cartels etc.) en Allemagne et en Hongrie. Préparée pour le Comité économique; Section des Relations économiques. Genf 1932.
- Die begrifflichen Grundlagen der Sperre und der Nachteile von ähnlicher Bedeutung (§ 9 Kart. V. O.), Berlin 1933.
- System und Entwicklung des neuen Kartellrechts (bearbeitet zusammen mit Georg Breslauer), als: Beilage der Kartell-Rundschau, 42 (1944).
- Die Aufgaben der Kartelle für die Wirtschaftsordnung (postum), in: Kartelle in der Wirklichkeit. Festschrift für Max Metzner, 1963, S. 111–116.